# Jim Peterik
James Michael "Jim" Peterik (Berwyn, Illinois, 11 de noviembre de 1950) es un músico y letrista estadounidense. Fue tecladista, guitarrista, uno de los principales compositores y cofundador de dos bandas que han alcanzado fama y reconocimiento a nivel mundial, The Ides of March y Survivor.

## Ides of March y los primeros años
Peterik comenzó su carrera en 1964 tocando con unos compañeros de clase en Berwyn, Illinois como The Ides of March. Sus canciones más conocidas son "You Wouldn't Listen," "Vehicle" y "L.A. Goodbye" de finales de los años 1960 y comienzos de los años 1970.
A comienzos de la década de 1970 Peterik escribió varios temas que posteriormente fueron grabados por la banda de jazz-rock, Chase.
En 1976, sacó un álbum en solitario titulado Don't Fight This Feeling, y realizó giras con varias de las bandas más populares de la época, entre las que se encontraban Heart y Boston.

## Survivor
Peterik formó en 1978 su banda más relevante, Survivor.
Durante los primeros años de Survivor, Peterik continuó escribiendo temas para otros grupos, como 38 Special. En 1982, Sylvester Stallone contrató a Survivor para escribir y tocar el tema principal de su película Rocky III. Esta canción, "Eye of the Tiger", acabó siendo el gran éxito de Survivor: permaneció 7 semanas en el número 1 del Billboard Hot 100, y gracias a él, ganaron un Grammy Award y una nominación a los premios Óscar. 
Tras este éxito, sacaron en 1984 su disco Vital Signs, donde hay varios Top10: "I Can't Hold Back," "High On You" y "The Search Is Over."
En 1985, Peterik escribió el tema principal para Rocky IV, "Burning Heart," que acabó siendo otro hit para Survivor, seguido por "Is This Love". Tras el disco Too Hot To Sleep, de 1988, la banda se separó.

## Últimos años
En 1990, todos los miembros originales de Ides of March se reunieron para seguir tocando en directo.
Peterik sigue componiendo para otros artistas como Doobie Brothers o Cheap Trick.
Hubo una pequeña reunión de Survivor para una gira.
Su canción "Vehicle" volvió a tener éxito al ser representada por American Idol en el 2005.
En 2006, Peterik editó su último trabajo en solitario, Above the Storm.
Además de seguir girando con Ides of March, Peterik está ahora en Pride of Lions, junto al cantante Toby Hitchcock. Hasta ahora han sacado 4 discos, "Pride of Lions" (2003), "The Destiny Stone" (2004),"Roaring of Dreams" (2007) e "Immortal" (2012) además de sacar un DVD en directo, "Live in Belgium" (2006).

## Premios y distinciones
Premios Óscar
| Año  | Categoría              | Canción            | Película  | Resultado |
| ---- | ---------------------- | ------------------ | --------- | --------- |
| 1983 | Mejor canción original | «Eye of the Tiger» | Rocky III | Nominado  |